# Auburndale (Florida)
Auburndale es una ciudad ubicada en el condado de Polk en el estado estadounidense de Florida. En el Censo de 2010 tenía una población de 13.507 habitantes y una densidad poblacional de 255,65 personas por km². Forma parte del área metropolitana de Lakeland–Winter Haven.

## Geografía
Auburndale se encuentra ubicada en las coordenadas 28°6′4″N 81°47′37″O / 28.10111, -81.79361. Según la Oficina del Censo de los Estados Unidos, Auburndale tiene una superficie total de 52.83 km², de la cual 34.93 km² corresponden a tierra firme y (33.89%) 17.9 km² es agua.

## Demografía
Según el censo de 2010, había 13.507 personas residiendo en Auburndale. La densidad de población era de 255,65 hab./km². De los 13.507 habitantes, Auburndale estaba compuesto por el 79.98% blancos, el 12.76% eran afroamericanos, el 0.36% eran amerindios, el 1.17% eran asiáticos, el 0.02% eran isleños del Pacífico, el 3.52% eran de otras razas y el 2.19% pertenecían a dos o más razas. Del total de la población el 13.11% eran hispanos o latinos de cualquier raza.